# Commentationes Historiae Iuris Helveticae
Die Commentationes Historiae Iuris Helveticae (kurz auch Commentationes) sind eine der Rechtsgeschichte gewidmete Zeitschriftenreihe, die seit 2007
vom Stämpfli Verlag in zwei Sprachen (deutsch/französisch) herausgegeben wird.
Die Herausgeber dieser Reihe, die auch als E-Book
erscheint, sind Felix Hafner (Universität Basel), Andreas Kley (Universität Zürich) und Victor Monnier (Universität Genf). Die Commentationes befassen sich mit der Geschichte der politischen und rechtlichen Institutionen, der politischen Ideengeschichte sowie mit der Privat- und der Strafrechtsgeschichte. Der Schwerpunkt wird auf die Schweiz und ihre Kantone gelegt, doch behandeln die Commentationes auch die Rechtsgeschichte anderer Länder.
In der Schweiz hatte es in neuerer Zeit bis zu den Commentationes keine Zeitschrift für die Rechtsgeschichte im Allgemeinen und die Verfassungsgeschichte im Speziellen gegeben. Das von Carl Hilty begründete Politische Jahrbuch erschien letztmals 1917.
Die Herausgeber schreiben, dass sich «die Commentationes weder auf die nationalen Grenzen noch auf ein bestimmtes Rechtsgebiet beschränken wollen. Es ist der lateinische Titel, der den Bogen über die vielsprachige Schweiz und ihre Geschichte spannt.»